# Claudio Racca
Claudio Racca (* 1. März 1930 in Turin) ist ein italienischer Kameramann und Filmregisseur.

## Leben
Racca besuchte zwischen 1952 und 1954 Kurse für Kameraführung am Centro Sperimentale di Cinematografia und legte sein Debüt mit Enzo Di Giannis Kurzfilm Magia lucana 1957 vor. Es folgten zahlreiche andere dokumentarische Werke, darunter etliche von Giuseppe Ferrara; im Spielfilmbereich war Racca Assistent von Anchise Brizzi und später bei Riccardo Pallottini, hier war 1961 Lasciapassare per il morto sein Erstling. Viele weitere Werke folgten, dabei finden sich einige Mondo-Filme.
1972 legte er sein Debüt als Regisseur vor, das im Boccaccio-Stil gehaltene Schelmenstück Dein Vergnügen ist auch mein Vergnügen. Zwischen 1977 und 1984 verantwortete er drei Dokumentationen, darunter Tutti gli uomini del parlamento über italienische Politiker und deren Lebensalltag. Der unter seiner Regie entstandene Ballare è bello wurde 1982 mit dem Silbernen Band als bester italienischer Kurzfilm des Jahres ausgezeichnet.

## Filmografie (Auswahl)
Kameramann
- 1957: Magia Lucana (Kurzfilm, enthalten in Der Kult der Steine)
- 1961: Lasciapassare per il morte
- 1963: Primitive Liebe (L'amore primitivo)
- 1968: Schweden – Hölle oder Paradies? (Svezia, inferno e paradiso)
- 1969: Blonde Köder für den Mörder
- 1971: Mondo perverso – Diese wundervolle und kaputte Welt (Questo sporco mondo meraviglioso)

Regisseur, Kameramann
- 1972: Dein Vergnügen ist auch mein Vergnügen (Il tuo piacere è il mio) (& Drehbuch)